# Замия карликовая
Замия карликовая (лат. Zamia pygmaea) — семенное растение, вид рода Замия (Zamia) семейства Замиевые (Zamiaceae), произрастающее на Кубе. Самый мелкий из ныне живущих саговников.

## Ботаническое описание

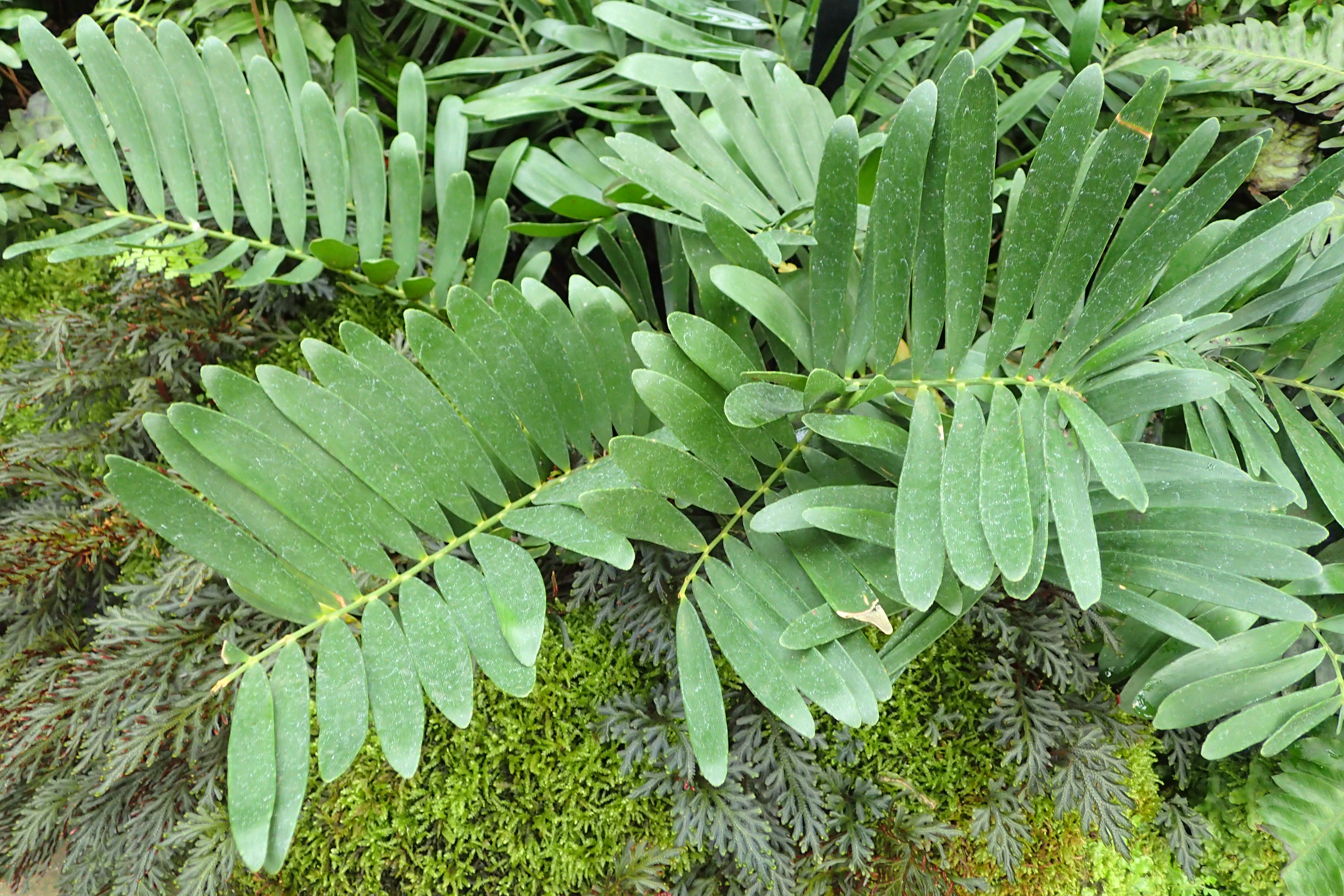
Замия карликовая (оранжерея Парка Линкольна, Чикаго)

Замия карликовая — небольшое двудомное растение высотой до 25 см, считается самым маленьким саговником. Образует короткий подземный ствол с небольшой кроной из коротких, жёстких, слегка изогнутых листьев с округлыми листочками.
Стебель небольшой, гипогеальный (подземный), до 2 см в диаметре, несёт небольшие оболочечные катафиллы с парой незаметных прилистников. В суровой естественной среде обитания количество сложных листьев составляет от одного до четырёх, но в культуре растения могут вырасти до двадцати листьев. Листья имеют гладкие черешки и ости и несут от пяти до пятнадцати пар яйцевидных листочков, хотя в культуре растение может дать больше пар листочков. Растение несёт тёмно-красновато-коричневые пыльцевые шишки на плодоножке или семенные шишки от тёмно-красновато-коричневого до серого цвета. Семена имеют яйцевидную форму от красного до оранжево-красного цвета.
Замия карликовая может резко измениться при выращивании в саду: растение может расти быстрее и производить больше листьев и стеблей большего размера.

## Ареал и местообитание
Замия карликовая — эндемик Кубы и соседних островов. Ареал растения ограничен западной Кубой и островом Хувентуд. Растёт в открытых сухих местах обитания, варьирующихся от выветренных ультраосновных магматических горных пород, таких как перидотит, до обнажений известняка и почти чистого песка.
Наряду с Zamia angustifolia этот вид является одним из наиболее ксерофитных (засухоустойчивых) видов замий. Встречается на холмах, покрытых сухим кустарником, на тропических пастбищах, покрытых соснами, в сухих тропических лесах и на тропических прибрежных участках с белым песком. Встречается на высоте от уровня моря до 200 м над уровнем моря.

## Охранный статус
Основными угрозами для замии карликовой являются гибель растений, вызванная сбором взрослых экземпляров в дикой природе, расширение сельского хозяйства и разведение скота в ареале, а также интенсификация вырубки лесов, приводящие к потере или фрагментации среды обитания. По оценкам, на западе Кубы насчитывается менее 250 взрослых растений. Вид охраняется в экологическом заповеднике Сан-Убальдо-Сабаналамар в провинции Пинар-дель-Рио, а также в экологическом заповеднике Лос-Индиос на острове Хувентуд.
Международный союз охраны природы классифицирует природоохранный статус Zamia pygmaea как «вид, находящийся на грани полного исчезновения».